# Тей, Сандистер
Сандистер Тей — ганская журналистка, участница движения Викимедиа. Один из основателей группы пользователей Wikimedia Ghana, и признана Викимедийцем 2020 года.

## Образование
Тей изучала географию в Университете Ганы и получила стипендию от Tullow Group, чтобы получить степень магистра в области международной журналистики в Кардиффском университете.

## Карьера
Тей — журналистка из Ганы. Работала с Al Jazeera Media Network / AJ +, Joy FM, а в настоящее время работает с Citifm / Tv . Часть её работы включает создание видео из аудиоконтента и аналогичных визуальных презентаций.

### Деятельность в Викимедиа

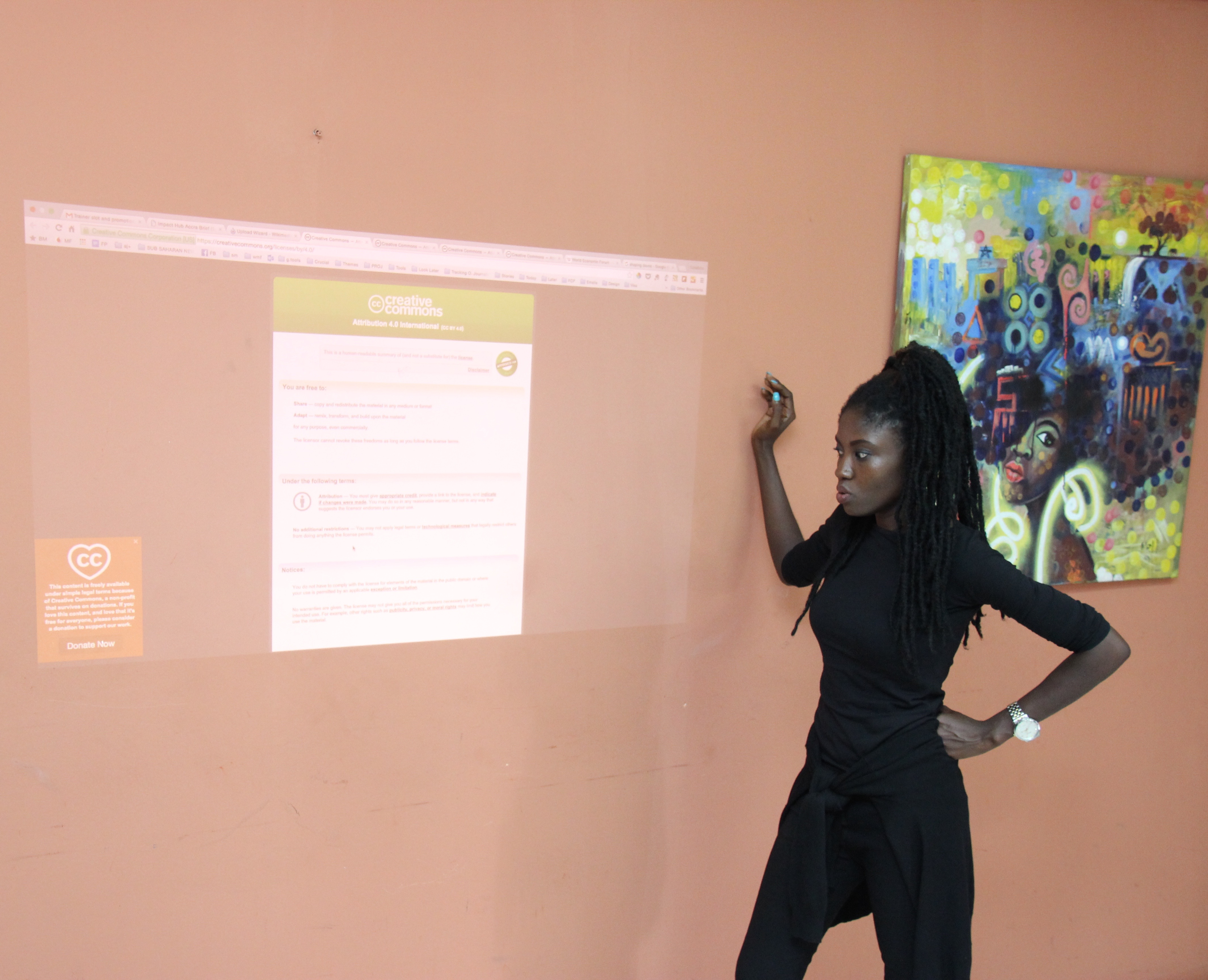
Тей во время эдитатона Викимедиа 2016 года

Сандистер Тей стала соучредителем группы пользователей Викимедиа Гана в 2012 году. В том же году она организовала на Викимании презентацию в поддержку Всеафриканской конференции Викимедиа. В следующем году она посетила Викиманию в Гонконге в рамках официальной встречи африканских редакторов, став первой женщиной из Ганы, посетившей такую встречу. Участвовала в саммите Викимедиа в Берлине в 2019 году, способствуя расширению освещения африканских тем в проектах Викимедиа. Одной из её основных целей было «перестроить» и «изучить разные точки зрения».
15 октября 2020 года соучредитель Википедии Джимми Уэйлс назвал Сандистер Тей Викимедийцем года в прямом эфире на YouTube и Facebook. Тей отметили за её вклад в освещение проектами Викимедиа пандемии COVID-19 в Гане, что помогло вести постоянный учёт последствий пандемии в этой стране. Из-за ограничений на поездки Уэльс не мог лично доставить награду Тей в соответствии со стандартной практикой, а вместо этого обратился к ней с неожиданным звонком в Zoom.